# Buena Vista Social Club (Film)
Buena Vista Social Club ist ein Dokumentarfilm von Wim Wenders aus dem Jahr 1999, der das gleichnamige Musikprojekt Buena Vista Social Club thematisiert. Der Film wurde bei der 49. Berlinale am 17. Februar 1999 uraufgeführt und erhielt zahlreiche Filmpreise, darunter den Europäischen Filmpreis in der Kategorie Bester Dokumentarfilm sowie eine Oscarnominierung. Die Erstausstrahlung im deutschen Fernsehen war am 30. Dezember 2001 auf Arte. 2017 wurde mit Buena Vista Social Club: Adios ein Nachfolger veröffentlicht.

## Handlung
Einige der Musiker erzählen in dem Film aus ihrem Leben. Im Mittelpunkt stehen dabei Berichte zu ihrem Werdegang als Musiker. Sie werden zudem bei Studioaufnahmen und drei großen Konzerten gezeigt, zwei in Amsterdam und das dritte in der Carnegie Hall in New York.
Eingestreut zwischen diesen Szenen gibt es Aufnahmen, die bei Fahrten durch Havanna entstanden sind. Der Blick der Kamera zeigt dabei in aller Deutlichkeit den morbiden Charme der kubanischen Hauptstadt, mit teils verfallenen, aber belebten Straßenzügen.
Die Konzertausschnitte aus New York werden durch filmische Dokumente von den Erkundungstouren der kubanischen Künstler in New York unterbrochen. Viele der Künstler reisten im Zusammenhang mit dem Konzert zum ersten Mal nach Nordamerika. Die deutsche Version ist mit Untertiteln versehen, so auch die Texte der vorgetragenen Lieder.

## Hintergrund
Die Idee zu dem Film entwickelte sich aus dem ursprünglichen Erfolg der CD: 1998, nachdem er mit dem Album Buena Vista Social Club den wichtigsten Musikpreis Grammy gewonnen hatte, reiste Ry Cooder erneut nach Kuba. Er plante, ein Soloalbum mit dem Sänger Ibrahim Ferrer einzuspielen. Cooder brachte einen langjährigen Freund, den deutschen Regisseur Wim Wenders, sowie dessen Filmcrew mit. So entstand während der Aufnahmen zu dem Album und während einiger Konzerte danach der überaus erfolgreiche Dokumentarfilm.
Als einer der ersten Filme wurde er komplett digital aufgenommen; als Kameras wurden eine Digital Betacam als Steadicam genutzt (Kameramann Jörg Widmer) und mehrere Mini-DV-Kameras von Wim Wenders selbst.

## Kritiken
Der Musikkritiker Pedro de la Hoz der in Havanna erscheinenden Zeitung Granma erklärte, dass um Film und CDs eine verkaufsfördernde Legende geschaffen worden sei. Aus seiner Sicht handle es sich bei den Musikern des Buena Vista Social Club nicht um von der kubanischen Öffentlichkeit vergessene Künstler, wie im Zusammenhang mit dem Film oft erklärt wurde, sondern vielmehr durchweg um solche, die bereits vor dem Projekt ihren Platz in der Geschichte der kubanischen Musik sicher gehabt hätten.
Das Lexikon des internationalen Films urteilte, Buena Vista Social Club sei ein „in digitaler Technik gefertigter Film, der die Möglichkeiten des Mediums überschätzt und nicht die alten Musiker in den Mittelpunkt seiner Betrachtung stellt, sondern ihren amerikanischen (Wieder-)Entdecker“. Dabei würden „Klischees und überflüssige Sentimentalitäten“ den Eindruck „eines lustlos abgefilmten Urlaubsvideos“ verstärken, bei dem „kein (musikalischer) Funken überspringt und lediglich das Pittoreske vermarktet wird“.
Die Deutsche Film- und Medienbewertung FBW in Wiesbaden verlieh dem Film das Prädikat besonders wertvoll.
2020 wurde der Film in das National Film Registry aufgenommen.

## Auszeichnungen (Auswahl)
- 1999: Europäischer Filmpreis – Prix Arte
- 1999: Broadcast Film Critics Association – Bester Dokumentarfilm
- 1999: National Board of Review – Bester Dokumentarfilm
- 1999: National Society of Film Critics – Bester Dokumentarfilm
- 1999: New York Film Critics Circle – Bester Dokumentarfilm
- 2000: Nominierung für den Oscar als bester Dokumentarfilm[5]